# Leptochlaena
Leptochlaena là một chi rêu trong họ Bryaceae.